# 曹林
曹 林（そう りん、? - 256年）は、中国後漢末期から三国時代の人物。魏の皇族。曹豹とも呼ばれる。父は曹操。生母は杜氏。異母兄は曹丕（文帝）・曹彪・曹沖。同母弟は曹袞。同母妹に金郷公主（何晏の夫人）。異父兄は秦朗。子は曹緯・曹賛・曹壹。孫は曹恒（曹壹の子）・長楽亭主（嵆康の妻）。

## 生涯
建安16年（211年）、饒陽侯に封ぜられた。
建安22年（217年）、譙侯へと転封される。
黄初2年（221年）、譙公に昇進した。また翌黄初3年（222年）には王に昇進し、譙王となった。
黄初5年（224年）、曹丕（文帝）が諸王をすべて県王に下すとの詔勅を発布したため、これにより譙県王とされた。黄初7年（226年）、鄄城王となった。
曹叡（明帝）の時代、太和6年（232年）にこの政策は変更となり、沛王に封じられている。
青龍3年（235年）、同母弟の曹袞が病に罹ったため、曹叡の命令で母と共に見舞いに出向いた。病床の曹袞から後事を託されたため、曹林はその葬儀を執り行なった。
景初・正元・景元の各年間の間に何度か加増を受け、以前のものとあわせて4700戸を領した。
甘露元年（256年）正月28日に死去。沛穆王と諡された。爵位は子の曹緯が継いだ。